# Oak Street Bridge
Die Oak Street Bridge ist eine vierspurige Brücke in der kanadischen Provinz British Columbia. Sie überbrückt den Fraser River und verbindet Vancouver mit der Insel Lulu Island in der Gemeinde Richmond. Über die 213,20 m lange Plattenbalkenbrücke führt der Highway 99. Ihre Feldweiten betragen 60,9 Meter – 91,4 Meter – 60,9 Meter.
Eröffnet wurde die Oak Street Bridge am 3. Juli 1957. Während der Planungsphase hieß sie noch New Marpole Bridge. Nach der Eröffnung wurde die weiter westlich gelegene Marpole Bridge aus dem Jahr 1889 nach Sea Island abgerissen. Dies erwies sich im Nachhinein als Planungsfehler. Der Verkehr verlagerte sich nach Osten, worauf die Geschäftsviertel entlang der Hudson Street und des Marine Drive zusehends verödeten. Zudem stieg das Verkehrsvolumen in Richtung Richmond und zum Vancouver International Airport unerwartet stark an.
Während der ersten zwei Jahre war die Brücke mautpflichtig. Durch die Arthur Laing Bridge nach Sea Island wurde sie ab 1974 entlastet. 1995 wurden abwechselnd zwei Spuren gesperrt, um die Fahrbahn zu sanieren und um Schutzvorrichtungen gegen Erdbeben einzubauen.